# Straßen (Oberodenthal)
Straßen ist ein Wohnplatz in Oberodenthal in der Gemeinde Odenthal  im Rheinisch-Bergischen Kreis.

## Lage und Beschreibung
Straßen ist ein Hofschaft und liegt an einem Hang westlich von Altehufe nördlich der Bundesstraße 506. Damit es nicht mit der Ortschaft Straßen in Unterodenthal verwechselt wird, wird es auch auf Karten und in behördlichen Statistiken Straßen II in Oberodenthal genannt.

## Geschichte
Die Topographia Ducatus Montani des Erich Philipp Ploennies, Blatt Amt Miselohe, belegt, dass der Wohnplatz 1715 als gemeiner Hof kategorisiert wurde und mit Straßerhof bezeichnet wurde.
Carl Friedrich von Wiebeking benennt die Hofschaft auf seiner Charte des Herzogthums Berg 1789 als Straßen. Aus ihr geht hervor, dass Straßen zu dieser Zeit Teil von Oberodenthal in der Herrschaft Odenthal war.
Unter der französischen Verwaltung zwischen 1806 und 1813 wurde die Herrschaft aufgelöst und Straßen wurde politisch der Mairie Odenthal im Kanton Bensberg zugeordnet. 1816 wandelten die Preußen die Mairie zur Bürgermeisterei Odenthal im Kreis Mülheim am Rhein.
Der Ort ist auf der Topographischen Aufnahme der Rheinlande von 1824 und auf der Preußischen Uraufnahme von 1840 verzeichnet. Ab der Preußischen Neuaufnahme von 1892 ist er auf Messtischblättern regelmäßig als Strassen oder Straßen verzeichnet.
| Jahr | Einwohner | Wohngebäude | Kategorie  | Politische / kirchliche Zugehörigkeit |
| ---- | --------- | ----------- | ---------- | ------------------------------------- |
| 1822 | 6         |             | Ackergüter |                                       |
| 1830 | 10        |             | Ackergut   |                                       |
| 1845 | 6         | 1           | Hof        |                                       |
| 1871 | 22        | 5           | Hofstelle  | genannt Strassen                      |
| 1885 | 31        | 5           | Wohnplatz  |                                       |
| 1895 | 30        | 6           | Wohnplatz  |                                       |
| 1905 | 16        | 5           | Wohnplatz  | genannt Straßen in Ober Odernthal     |